# Cofa

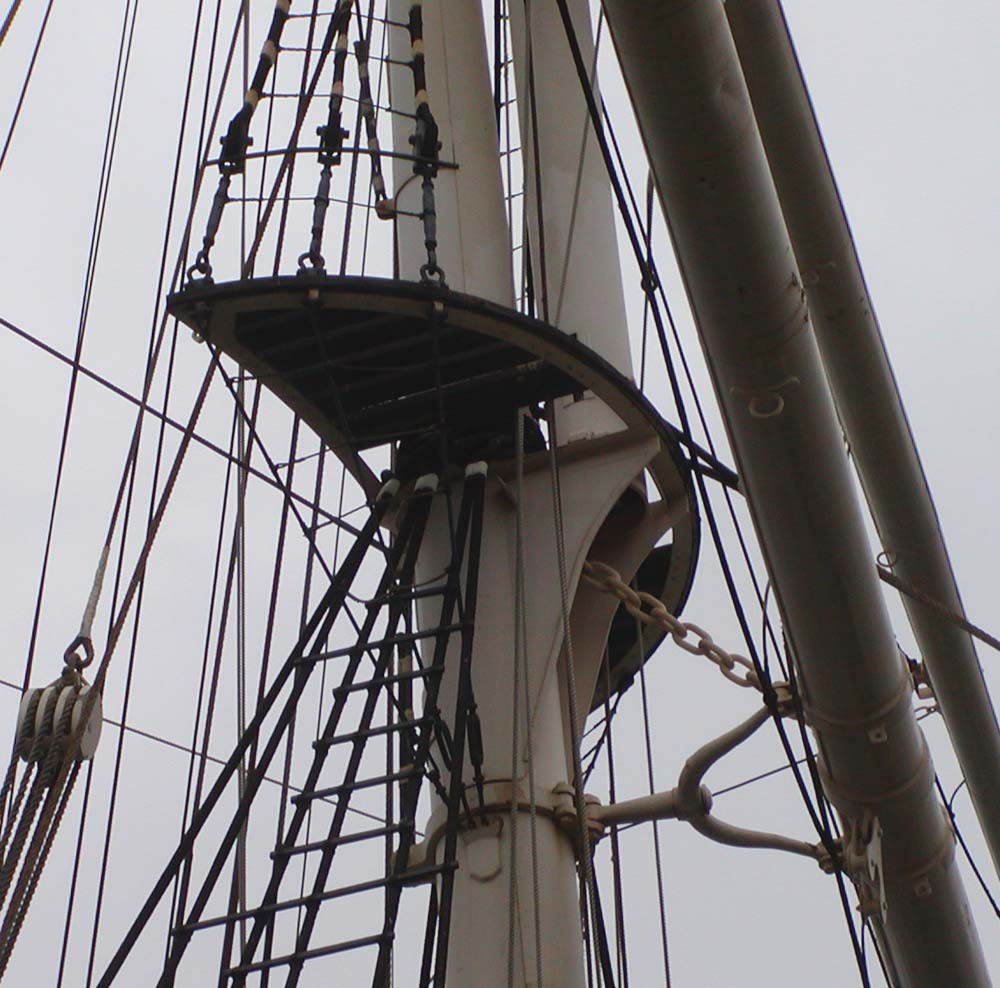
Cofa.

La cofa és una mena d'empostissat o altiplà que està formada per peces de fusta dalt dels pals majors de les embarcacions sobre els baus i creus ad-hoc per aquesta finalitat.

## Etimologia
Cofa és paraula catalana derivada de l'àrab "qúffa". A la cofa se li donen també els noms de cistella i gàbia.

## Descripció
Té la figura d'una D aplanada el front de la qual mira cap a proa, la disposició de les taules sobre el bau de cofa (taules situades a babord i estribord del pal en direcció perpendicular, és a dir de proa a popa, que recolzades sobre les catxoles serveixen de suport de la cofa) deixa una obertura per tal de permetre el pas del pal. De vegades tenien una barana parcial.
La cofa permet efectuar maniobres a les veles altes de l'embarcació, a banda de la seva funció per tal d'apostar el guaita (mariner que desenvolupa la vigilància). Així mateix la cofa té la funció d'assegurar els obencs (caps fixats a la part superior del pal mascle per tal de suportar els esforços laterals a què és sotmès i resti dret). A més a més, en les batalles navals, eren un reducte des d'on es disparava a l'enemic, de fet, el famós almirall Nelson va perir en la batalla de Trafalgar pel tir d'un franctirador que li va disparar instal·lat a la cofa de la Redoute.

## Tipus
- Cofa d'engraellat
- Cofa d'empostissat